# Lössen (Schkeuditz)
Lössen ist eine moderne Wüstung, die sich südlich von Delitzsch befand und im Jahr 1985 dem Braunkohleabbau durch den Tagebau Breitenfeld zum Opfer fiel. Heute liegt die Flur im Schladitzer See und gehört zur Stadt Schkeuditz im sächsischen Landkreis Nordsachsen.

## Geographische Lage

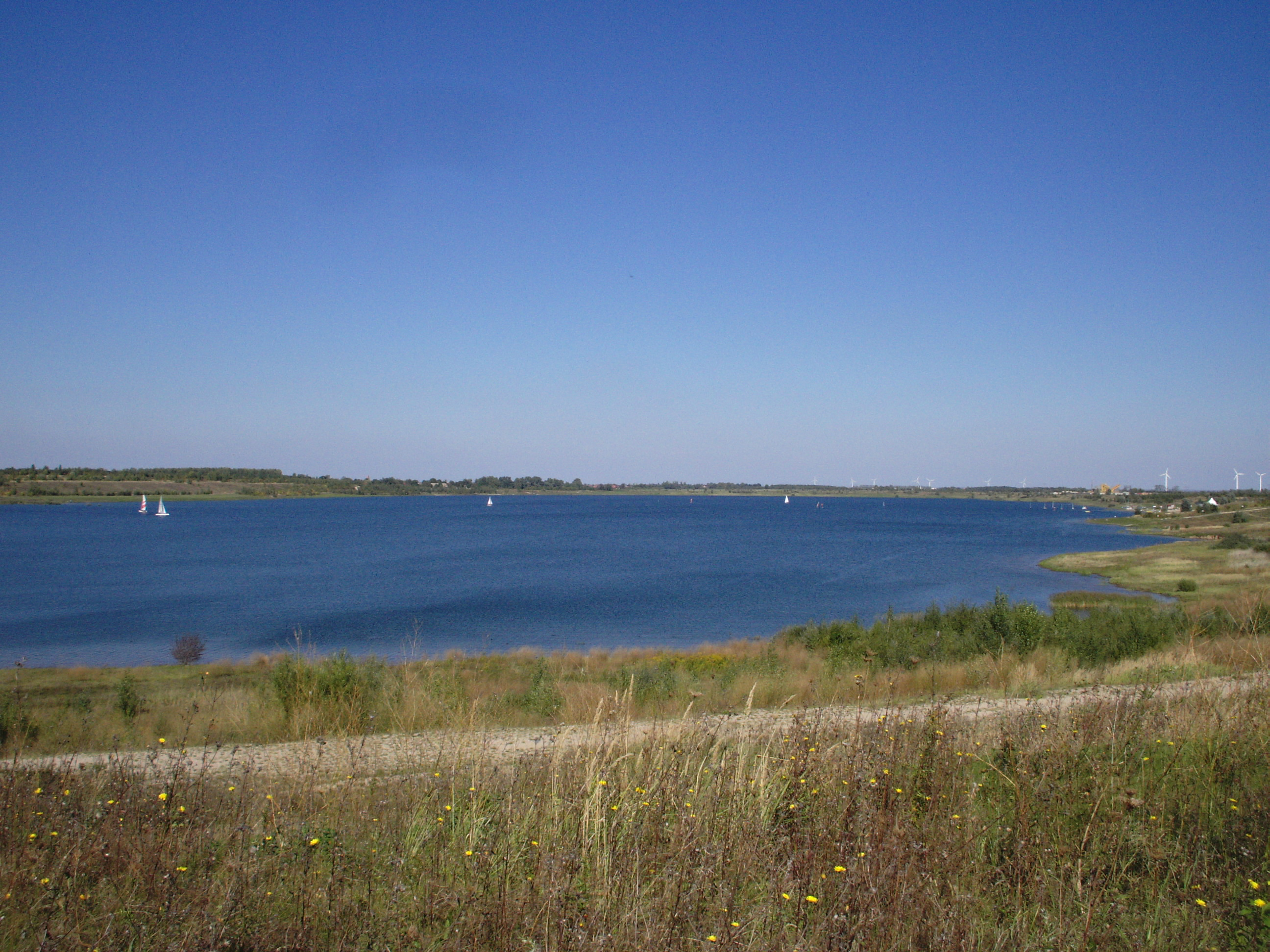
Schladitzer See

Lössen lag in der Leipziger Tieflandsbucht zwischen Delitzsch im Norden und Leipzig im Süden. Die Flur des ehemaligen Orts Lössen befand sich ursprünglich am natürlichen Lauf des Lobers östlich von Wolteritz. Heute befindet sie sich im Nordteil des Schladitzer Sees.

## Geschichte
Das Sackgassendorf Lössen am Lober wurde Ende des 12. Jahrhunderts als Wlozne erstmals urkundlich erwähnt. Dieses Wort ist vom altsorbischen Vlozno abgeleitet, was „Feuchtigkeit“ bedeutet. Lössen gehörte wie der Nachbarort Wolteritz bis 1815 zum  kursächsischen bzw. ab 1806 königlich-sächsischen Amt Delitzsch. Durch die Beschlüsse des Wiener Kongresses kam der Ort zu Preußen und wurde 1816 dem Kreis Delitzsch im Regierungsbezirk Merseburg der Provinz Sachsen zugeteilt, zu dem er bis 1952 gehörte. 1875 hatte Lössen 140 Einwohner.
Durch die 1859 erfolgte Eröffnung der zwei Kilometer östlich verlaufenden Eisenbahnlinie Leipzig-Delitzsch-Bitterfeld hatte Lössen indirekten Bahnanschluss. Erst mit der Erweiterung der Delitzscher Kleinbahn erhielt Lössen im Jahr 1929 einen direkten Halt in Ortsnähe. Der Haltepunkt wurde später in „Wolteritz“ umbenannt und bestand bis zur Stilllegung des Teilabschnitts im Jahr 1970.
Am 20. Juli 1950 wurde Lössen in den nordwestlich gelegenen Nachbarort Wolteritz eingemeindet. Im Zuge der Kreisreform in der DDR von 1952 wurde Wolteritz mit seinem Ortsteil Lössen dem neu zugeschnittenen Kreis Delitzsch im Bezirk Leipzig zugeteilt.
Der Aufschluss des Tagebaus Breitenfeld begann 1981/82, wodurch die Zukunft des Orts ungewiss wurde. Lössen drohte damit das gleiche Schicksal wie Wolteritz, das im Abbaugebiet des 1975/76 eröffneten Tagebaus Delitzsch-Südwest lag. 1985 erreichte der Tagebau Breitenfeld aus südwestlicher Richtung kommend das Ortsgebiet von Lössen. Das Dorf wurde im gleichen Jahr umgesiedelt und devastiert, die Abbaggerung erfolgte im Jahr 1988. Das gleiche Schicksal traf die zwischen Lössen und Schladitz liegende 800 Jahre alte Kirche in der Wüstung Buschnau.

### Lössen heute
Dem Nachbarort Wolteritz blieb die Umsiedlung und Abbaggerung aufgrund der Deutschen Wiedervereinigung 1989/90 und der dadurch einsetzenden schlagartigen Verringerung des Braunkohlebedarfs erspart. Durch die vorzeitige rasche Stilllegung der Tagebaue Breitenfeld (1991) und Delitzsch-Südwest (1993) wurde die geplante Ortsverlegung und Devastierung von Wolteritz nicht mehr durchgeführt.
Die Flur von Lössen gehörte seit dem Zusammenschluss von Wolteritz mit Freiroda und Radefeld ab dem 1. März 1994 zur neuen Gemeinde Radefeld im  Landkreis Delitzsch. Durch die Eingemeindung von Radefeld in die Stadt Schkeuditz gehörte die Flur Lössens seit dem 1. Januar 1999 zu Schkeuditz. 1998 begann die Flutung der beiden Tagebaurestlöcher um Wolteritz, wodurch sich die alte Ortslage Lössens nun im Norden des Schladitzer Sees befindet.